# Sozopol
Sozopol (in bulgaro Созопол?; in greco Σωζόπολις?, Sozopolis; in italiano: Sozopoli) è una città della Bulgaria situata nel distretto di Burgas ed è il centro amministrativo del Comune di Sozopol. La città è situata sulla costa sud del mar Nero ed è una delle principali località turistiche balneari in Bulgaria.

## Geografia fisica
Sozopol è situata nella parte sud-est della Bulgaria sul mar Nero, posta a 35 km a sud di Burgas. Il centro storico (la città vecchia) sorge sulla piccola penisola Stolez nella baia di Sozopol. Oggi la penisola è collegata da un istmo artificiale con l'isola di San Cirillo e insieme formano il porto di Sozopol. Di fronte alla città vi sono le isole di San Pietro e San Giovanni (la più grande delle cinque isole presenti nelle acque territoriali bulgare del mar Nero).

## Storia

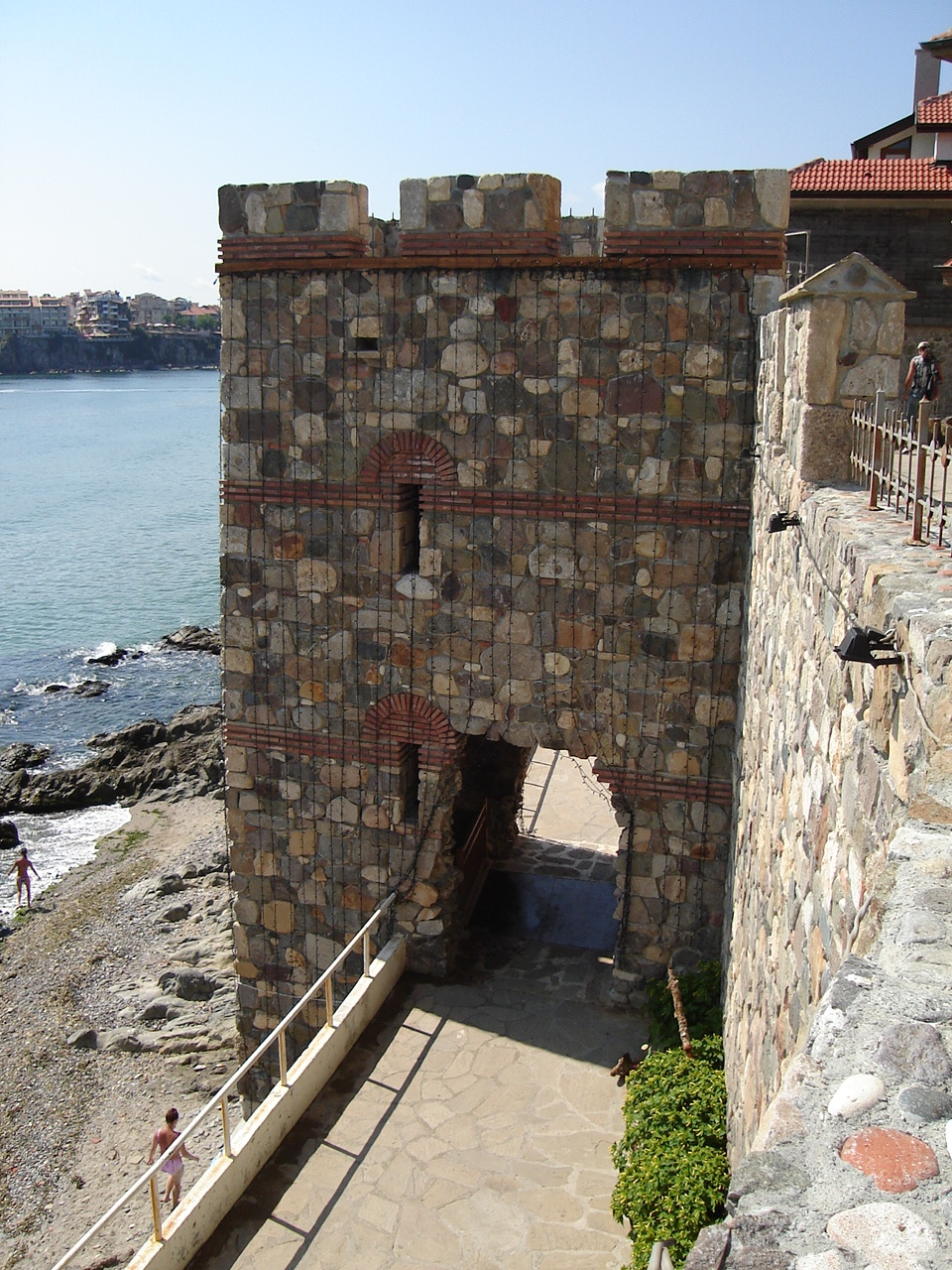
Sozopol: torre della fortificazione medievale

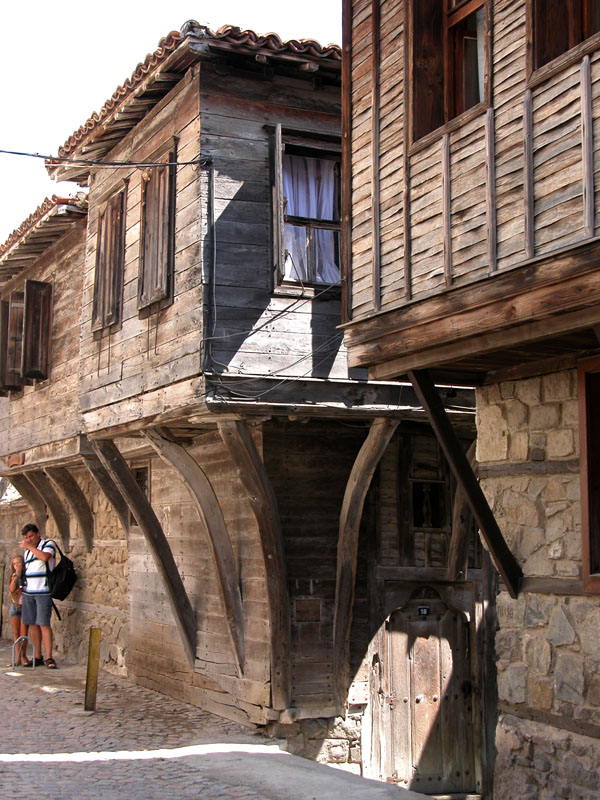
Sozopol: case tipiche della città vecchia

Sozopol è la città più antica della costa bulgara del mar Nero. Il primo insediamento qui risale alla fine del IV - III millennio a.C. Le ricerche archeologiche subacquee nel porto di Sozopol hanno rivelato fondamenta di abitazioni, sono rinvenuti numerosi oggetti in ceramica, utensili in pietra e ossa dall'Età del bronzo. Nella baia di Sozopol sono state ritrovate numerose ancore in pietra che risalgono al II - I millennio a.C.
L'odierna Sozopol è l'erede dell'Apollonia pontica (in greco Απολλωνία Ποντική?) che i greci fondarono attorno al 600 a.C.
La leggenda narra che i Fenici marinai consigliarono il posto dove fondarono la polis come il porto più protetto lungo la costa occidentale del mar Nero; fu subito un porto prosperoso e potente. Mantenne rapporti di scambio commerciale con i maggiori centri del mondo antico: Mileto, Atene, Corinto, Heraclea, le isole di Rodi, Chio, Lesbo e altri.
La città portava il nome di dio Apollo, considerato il protettore della colonia.
Apollonia Pontica fu tra le prime città nei Balcani a battere propria moneta già nel VII-VI secolo a.C.
L'Ancora che oggi è lo stemma dalla città fu l'emblema di Apollonia sulle monete coniate dalla fine del VI secolo a.C. La città divenne un importante centro culturale e artistico sul mar Nero, chiamata dai suoi contemporanei Apollonia Magna (Gran Apollonia). 
Nel V secolo a.C. Atene inviò in dono una statua di Apollo, alta più di 20 m, opera di Kalamis; quando il governatore romano della Macedonia, M.Licinio Lucullo, prese la città (72 a.C.), la statua fu inviata a Roma, dove rimase in Campidoglio fino all'avvento del Cristianesimo, allorché venne abbattuta.
Mai investita dai barbari, Apollonia decadde e assunse nel 431 il nome di Sozopolis (città della salute). 
Nel 1366, durante la marcia del conte Amedeo VI di Savoia fino alla costa bulgara del Mar Nero (1366-1367), la città fu catturata e venduta a Bisanzio, per cui divenne un luogo di esilio. Nel 1453, dopo un lungo assedio, e nonostante l'aiuto delle navi veneziane e genovesi, la città cadde nelle mani dei turchi ottomani.

### Le reliquie di San Giovanni Battista
Nel mese di luglio 2010 durante gli scavi presso un antico monastero medievale in rudere sull'isola di San Giovanni, davanti alla città di Sozopol, gli archeologi hanno rinvenuto le reliquie di San Giovanni Battista.
Il reliquiario -vaso di alabastro a forma di sarcofago datato al IV o V secolo e seppellito sotto l'abside della chiesa principale del monastero, custodiva al suo interno una piccola scatola di pietra contenente alcune parti del cranio e parti di ossa della mano del santo. La scatola di pietra porta un'incisione in greco con il nome del santo e il nome di colui che ha portato la reliquia. Gli archeologi credono che i resti siano arrivati sull'isola nel IV d.C., via mare da Costantinopoli.
Il monastero ha goduto dello status imperiale per lunghi secoli prima di essere distrutto e il suo patrono era “San Giovanni Profeta”. Fatto che conferma ancora la teoria degli archeologi.
Tutti gli studi e le analisi degli scienziati hanno confermato l'autenticità delle reliquie. La notizia è stata confermata con certezza anche dall'esperto del Papa Michael Heseman che ha dichiarato che le reliquie di San Giovanni Battista sono autentiche.
Oggi le reliquie sono esposte nella chiesa dei Santi Cirillo e Metodio a Sozopol dove tantissimi fedeli di tutto il mondo si recano ogni anno per vederle.

## Località
Il comune è formato dall'insieme delle seguenti località:
- Sozopol (sede comunale)
- Atija
- Văršilo
- Gabăr
- Zidarovo
- Izvor
- Indže vojvoda
- Kruševec
- Prisad
- Ravadinovo
- Ravna gora
- Rosen
- Černomorec